# Kloster Barbeau
Das Kloster Barbeau (Notre-Dame de Barbeau; Barbelum; Sequanae portus; Sacer portus) war eine Zisterzienserabtei in der Gemeinde Fontaine-le-Port im Département Seine-et-Marne, Region Île-de-France, in Frankreich. Es lag rund zehn Kilometer nordöstlich von Fontainebleau und acht Kilometer südöstlich von Melun.

## Geschichte
Das Kloster wurde im Jahr 1147 von König Ludwig VII. von Frankreich am Ufer der Seine (daher der ursprüngliche Name Seine-Port) gegründet und 1156 an seine spätere Stelle verlegt. Der Name soll sich von einer Fischart (Barbe; Barbus barbus) ableiten, der aus der Seine gefischt wurde und in dem sich ein Edelstein gefunden haben soll, mit dessen Erlös das Kloster erbaut worden sein soll. 1180 wurde Ludwig VII. in dem Kloster begraben, seine Gebeine wurden aber 1817 nach Saint-Denis überführt. Die Abtei blühte bis zum Hundertjährigen Krieg. Gegen 1420 wurden die Mönche für 40 Jahre nach Melun vertrieben. Nach 1460 wurde die Abtei restauriert und vergrößert. In den Religionskriegen erlitt die Abtei wiederum Schaden. Unter dem Kommendatarabt Kardinal Wilhelm Egon von Fürstenberg wurde die Kirche wiederum erneuert. Die Abtei wurde in der Französischen Revolution aufgelöst und 1793 von den Sansculotten angezündet. Sie wurde vom Staat 1810 zur Einrichtung eines Waisenhauses zurückerworben. Nach einem weiteren Verkauf an einen Privatmann erfolgte ab 1837 der Abbruch. Auf dem Gelände wurde ein Schloss errichtet. Auf dem früheren Klostergelände befindet sich heute eine Pferdesportanlage.

## Bauten und Anlage
Erhalten ist ein ehemaliger Eiskeller. Die Kirche von Fontaine-le-Port birgt einige Holzskulpturen (16. Jahrhundert) aus der Abteikirche. Auch soll eine in dieser Gemeinde erhaltene Kapelle auf das Kloster zurückgehen. Die Kirche Sainte-Geneviève von Héricy besitzt einen Altar aus dem 18. Jahrhundert aus dem Kloster.